# Оса (персонаж)
Оса (англ. Wasp; справжнє ім'я — Джанет ван Дайн; англ. Janet van Dyne)  — вигаданий персонаж, супергероїня з коміксів американського видавництва Marvel Comics, одна із засновників команди Месники і дружина Генка Піма. Створена Стеном Лі та Джеком Кірбі, Оса вперше з'явилася в «Tales to Astonish» № 44 в липні 1963 року.
У 2008 році після смерті Джанет ван Дайн псевдонім Оси недовгий час носив її чоловік Генк. Джанет і Генк володіли здібностями зменшуватися або збільшуватися в розмірах, літати за допомогою крил комах, які з'являються тільки при зменшенні розміру тіла, а також здатні випускати енергетичні заряди.

## Історія публікацій
Оса дебютувала як партнерка Генка Піма в 44-му випуску Tales to Astonish, під редакцією Стена Лі та Джека Кірбі, спочатку — як напарник, щоб помститися за смерть свого батька, вченого доктора Вернона ван Дайна, але в тому ж номері вирішила залишитися з Генком, оскільки була в нього закохана й чекала будь-яких відповідних почуттів з його боку. Генк почав зустрічатися з Джанет у 56-му номері.
Під час своєї появи в серії Tales to Astonish, Оса стала однією із засновників Месників і приєдналася до команди в першому випуску окремої серії Avengers № 1. Саме в складі Месників вона отримала найбільшу популярність, спочатку — як слабка ланка команди, а пізніше стала незамінним союзником і однією з найрозумніших членів, разом з Генком Пімом. Вона першою оголосила про своє бажання покинути команду, заявивши, що вона втомилася і хоче повернутися до нормального життя. Однак, незважаючи на те, що вона відійшла від справ, вона сумувала за життя супер-героя, і в випуску № 28 повернулася разом з Генком. Після одруження Генка і Джанет у випуску № 60, у випуску в № 75 вони обидва вирішили покинути команду.
Незабаром, Генк став одним з головних персонажів серії Marvel Feature, починаючи з випуску № 4, а Джанет з'явилася в тій самій серії з випуску № 6 як другий головний герой. Але після випуску № 10 вони перестали з'являтися в серії, вирішивши залишити діяльність супергероїв і присвятивши себе сім'ї, лише зрідка з'являючись в деяких сюжетних лініях.
Джанет знову повернулася в команду Месників у випуску Avengers № 137, де зазнала травми під час однієї з місій. Її чоловік Генк врятував її і встиг госпіталізувати, і після одужання вона й далі діяла як учасниця Месників у випуску № 151. Цього разу вона довго фігурувала як один з головних персонажів серії. У той же час в їхньому сімейному житті з Генком почалися проблеми і незабаром вони прийняли рішення про розірвання шлюбу, після чого Джанет була призначена новим головою Месників у випуску Avengers № 217.
Після того, як Джанет пішла з поста лідера Месників, вона вступила в організацію Месники Західного Берегу у випуску № 32, спочатку для того, щоб допомогти стабілізувати роботу команди після відходу Тоні Старка, а пізніше стала повноправним членом. У перспективі, вона відродила свій роман з Генком і знову повернулася в команду Месників.
Джанет загинула в 8-му випуску Secret Invasion під час атаки Скруллів, які, за допомогою величезної кількості «частинок Піма» змусили її збільшуватися в розмірах, поки вона не перетворилася в біоенергетичну бомбу. Тору довелося вбити її перш, ніж вона вибухнула і знищила б тисячі людей, після чого він пообіцяв помститися Скруллов. Згодом, Генк Пім на деякий час прийняв псевдонім Оси.
Примітно, що у Оси немає постійного варіанту костюма, як зазвичай буває у супергероїв. У 1970-х роках художник Джордж Перес вважає цікавою ідею зробити Осі багато варіантів різної уніформи, що згодом стало однією з відмінних рис персонажа.

## Сили та здібності
- Зміна розміру: через тривалий вплив так званих «частинок Піма», який винайшов її чоловік, Оса може змінювати розміри свого тіла приблизно від половини дюйма до декількох сотень футів. Маса її тіла, яка змінюється в моменти збільшення або зменшення росту, «йде» в спеціальну кишеню альтернативного виміру, який називається «Космос». Спочатку, вона могла змінюватися в розмірах тільки під дією «частинок Піма», які звільнялися зі спеціальної капсули, але пізніше, тривалий вплив змінив її клітинну структуру, що викликало мутацію, завдяки якій вона може зменшуватися або збільшуватися в розмірах за своїм бажанням. Під час змін, її маса та рівень сил і витривалості стає пропорційний її розміру. Зазвичай Джанет вважала за краще залишатися в зменшеному до розмірів оси стані, чому й узяла свій псевдонім, а збільшувалася вище звичайного людського зросту тільки в разі крайньої необхідності.
- Політ: завдяки малим імплантованим крилам комахи, Оса може літати зі швидкістю до 40 миль на годину. Вона може літати тільки, якщо вона залишається не більше, ніж 4 дюйма у висоту.
- «Жало оси»: Джанет здатна генерувати викиди енергії у вигляді вибухів, здатних пробити бетон або інші тверді конструкції, або створювати енергетичні поля в тілі людини або інших істот. Спочатку, для цього їй були потрібні спеціальні пристрої на зап'ястях, але після тривалого опромінення «частинками Піма», вона знайшла здатність викидати енергію прямо з долонь.
- Телепатичний зв'язок з комахами: в арсеналі Оси є висувна антена, яка дозволяє їй спілкуватися з комахами, аналогічно шолому Людини-мурахи. Однак цією здатністю вона користується досить рідко.

Крім супер-сил, Джанет володіє видатними особистісними якостями й іншими характеристиками. Вона навчалася майстерності рукопашного бою в Капітана Америки, володіє лідерськими якостями та якостями стратега, завдяки яким була керівником Месників. Вона розбирається в моді та часто змінює зовнішній вигляд свого костюма, деякий час, коли припиняла супер-геройську діяльність, працювала сценаристом.

## Поза коміксами

### Телебачення
Оса з'являлась у декількох телесеріалах:
- «The Marvel Super Heroes» (1966)
- Оса робить камео в мультсеріалі Фантастична четвірка 1994 року, в епізоді «Битва з живою планетою».
- «Месники. Завжди разом» (1999—2000). Тут Оса є однією з головних героїв і носить важку броню, яка нагадує комаху.
- «The Super Hero Squad Show» (2009—2011)[3]
- «Месники: Могутні герої Землі» (2010—2012), одна із головних персонажів.[4]
- В Toei аніме «Marvel Disk Wars: The Avengers»[5]

### Кіно
- В повнометражних мультфільмах «Ultimate Месники» (2006) і «Ultimate Месники 2» (2006), Осу озвучила Грей Делайслі. У них показана Ultimate-версія Оси.
- Оса згадується в повнометражному мультфільмі «Нові Месники: Герої завтрашнього дня», де з'являється її та Генка син Генрі Пім-молодший.
- Оса з'являється у флешбеках фільму «Людина-мураха» (2015), де її зіграла Гейлі Ловітта. За сюжетом вона проникає в квантовий вимір щоб знешкодити ракету, але застряє там і вважається загиблою. В кінці фільму її дочка, Хоуп ван Дайн, у виконанні Еванджелін Ліллі отримує від батька, Генка Піма, новий костюм Оси.
- Мішель Пфайффер зіграла роль Джанет у фільмі «Людина-мураха і Оса». Вона зв'язується з чоловіком і дочкою через Скотта Ленґа, який побував у квантовому вимірі, що допомагає їм зрозуміти, як її звідти витягти. У кінці фільму Генк повертає Джанет до реальності. Вона за допомогою сил, отриманих у квантовому вимірі, виліковує Ейву Старр. У сцені після титрів вона разом з чоловіком і дочкою зникає після клацання Таноса.

### Відеоігри
- «Captain America and the Avengers» (1991).
- «Marvel Super Hero Squad Online».
- «Marvel: Avengers Alliance»
- «Marvel: Avengers Alliance 2»
- «Marvel: Ultimate Alliance»
- «Marvel: Ultimate Alliance 2».
- «Lego Marvel Super Heroes» Осу озвучила Тара Стронг.
- Marvel Heroes
- Lego Marvel Super Heroes 2

## Критика та відгуки
У травні 2011 року Оса зайняла 99 місце в списку 100 найкращих героїв коміксів.